# Gavilán (Terramar)
Gavilán (En inglés Sparrowhawk) es el protagonista de Un mago de Terramar y personaje importante en los demás libros del ciclo de Terramar, de Ursula K. Le Guin.
Gavilán es apenas un muchacho cuando se revela en él un gran poder mágico, salvando a su aldea de una invasión. Como se relata en Un mago de Terramar, es instruido por el mago Ogión, quien lo envía a Roke, donde se convierte en un Mago, pero debiendo aprender las reglas del mundo de Terramar como se refiere en el libro. Posteriormente se convierte en un legendario mago de Terramar, al recuperar el Anillo de Erreth-Akbé (como se relata en Las tumbas de Atuan), y conseguir sanear la brecha que se ha abierto en el mundo en La costa más lejana, restableciendo también el linaje real de Terramar.
Pasaron casi veinte años hasta que Le Guin decidió volver a escribir sobre Terramar en 1990 , y en la nueva novela, Tehanu,  reaparece pero, para decepción de muchos seguidores de la serie, como un hombre normal, sin ningún poder, ni siquiera una traza de magia. Sin embargo, la autora se aprovecha de este sacrificio de Gavilán, hecho en el libro anterior, para mostrar una etapa más de la madurez del personaje, mostrándolo ya no como el legendario hechicero sino como un hombre en una profunda crisis de identidad, tratando de hallarse en un mundo que antes tenía servido en bandeja de plata. Tras Tehanu, Gavilán hace su, probablemente, última aparición en la también última novela del ciclo, En el otro viento. Si bien el papel de Gavilán es, más bien, secundario, es importante porque la sabiduría de su edad, que ya no la magia que lo ha abandonado, guía a los poderosos cuando éstos se enfrentan ante el enorme enigma de los sueños de un remendador de calderos.